# ZYYX
ZYYX là một máy in 3D của Thụy Điển, được thiết kế chủ yếu cho các ứng dụng văn phòng và giáo dục. Được phát hành vào năm 2014 bởi Magicfirm Europe AB, trụ sở ở Chalmers Innovation ở Gothenburg, máy in 3D ZYYX dựa trên công nghệ FFF và các tính năng bao gồm chức năng cân bằng tự động, hoạt động không mùi (hầu hết các máy in 3D có xu hướng nặng mùi nhựa nóng) đầu đùn mà ít bị kẹt.

## Mô hình
Mô hình đầu tiên được phát hành vào năm 2014. Máy in 3D ZYYX được thiết kế để cung cấp môi trường in kèm theo quạt và bộ lọc cacbon để lọc khói được tạo ra bởi sợi nóng chảy trước khi xả chúng vào môi trường. Máy in XYYZ + được phát hành vào năm 2016 giới thiệu các cải tiến trong thiết kế, cung cấp môi trường in ổn định hơn.